# STS-111
La missió STS-111 va ser una missió a l'Estació espacial internacional del transbordador espacial Endeavour llançada des del centre espacial John F. Kennedy el 5 de juny de 2002. El principal objectiu de la missió fou instal·lar el mòdul MPLM i el canadarm2.

## Tripulació
Aquestes foren les tripulacións de l'Endeavour en la missió STS-111:
- Kenneth D. Cockrell (5), Comandant
- Paul S. Lockhart (1), Pilot
- Franklin Chang - Díaz (7), especialista de missió
- Philippe Perrin (1) (CNES), especialista de missió

### Tripulació de l'expedició 5cap a l'ISS
- Valeri Korzun (2) (RSA), Comandant (ISS)
- Peggy A. Whitson (1), Enginyer de vol (ISS)
- Sergei I. Treschev (1) (RSC), Enginyer de vol

### Tripulació de l'expedició 4cap a la Terra
- Iuri Onufrienko (2) (RSA), Comandant (ISS)
- Carl I. Walz (4), Enginyer de vol (ISS)
- Daniel W. Bursch (4), Enginyer de vol (ISS)

 Entre parèntesis, el nombre de missions de l'astronauta, inclosa la STS-111

## Paràmetres de la missió
- Massa: 
  -  El trasborador al despegar: 116.523 kg
  -  El trasborador a l'aterrar : 99.385 kg
  -  Càrrega:  12.058 kg
- Perigeu:  349 km
- Apogeu:  387 km
- Inclinació:  51,6°
- Període:  91,9 min

### Acoblament amb la ISS
- Acoblament : 7 de juny de 2002, 16:25:00 UTC
- Desacoblament : 15 de juny de 2002, 14:32:00 UTC
- Temps d'acoblament : 7 dies, 22 h, 7 min, 00 s